# Хорсшу Бенд
Хорсшу Бенд (на английски: Horseshoe Bend) е град в окръг Бойзи, щата Айдахо, САЩ. Хорсшу Бенд е с население от 770 жители (2000) и обща площ от 1,6 km². Намира се на 802 m надморска височина. ЗИП кодът му е 83629, а телефонният му код е 208.